# Džosej
Džosej (jap. 女性漫画 []) jeste manga namenjena za starije tinejdžerke i generalno žensku publiku uzrasta od 18 do 45 godina. Muški ekvivalent bi bila sejnen manga. Za razliku od šodžoa, džosej ima zrelije teme i realističnije prikaze ljubavnih veza, s tim da ne mora uvek da se fokusira na seksualni aspekt. Najpoznatije mange ovog tipa su Paradise Kiss, Princess Jellyfish, Usagi Drop, Eden of the East, Chihayafuru, My Lesbian Experience With Loneliness, kao i anime Aggretsuko.

## Istorija
Mange džosej su počele da se pojavljuju osamdesetih godina prošlog veka (Be Love je bio prvi među njima). Tada su bile poznate pod imenom ladies‘ comics (ženski stripovi), ili skraćeno lady-comi. Devojčice koje su 50-tih i 60-tih godina čitale šodžo mange su, sa godinama, želele da vide zrelije prikaze tema uz koje su odrasle. Početkom 80-tih su bila svega dva naslova džosej; do kraja decenije je taj broj porastao do pedeset. Prvi „ženski stripovi” nisu imali seksualne teme, ali se to vremenom takođe promenilo. Stoga, „ženski stripovi” su devetesetih bili smatrani „prljavim” i „prostim,” pa je, kako bi se rešili te stigme, nastao džosej.